# Gol

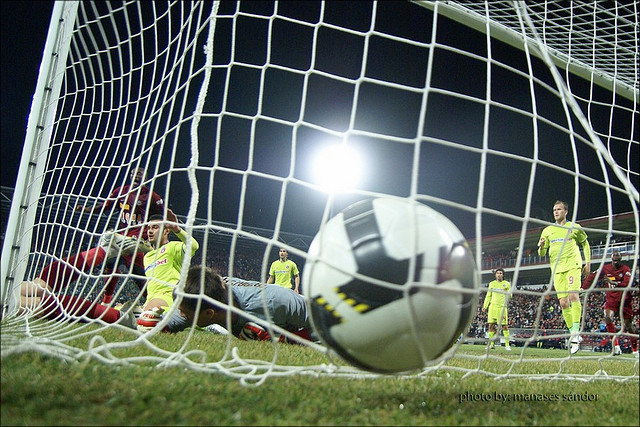
Consecución de un gol en un partido de fútbol.

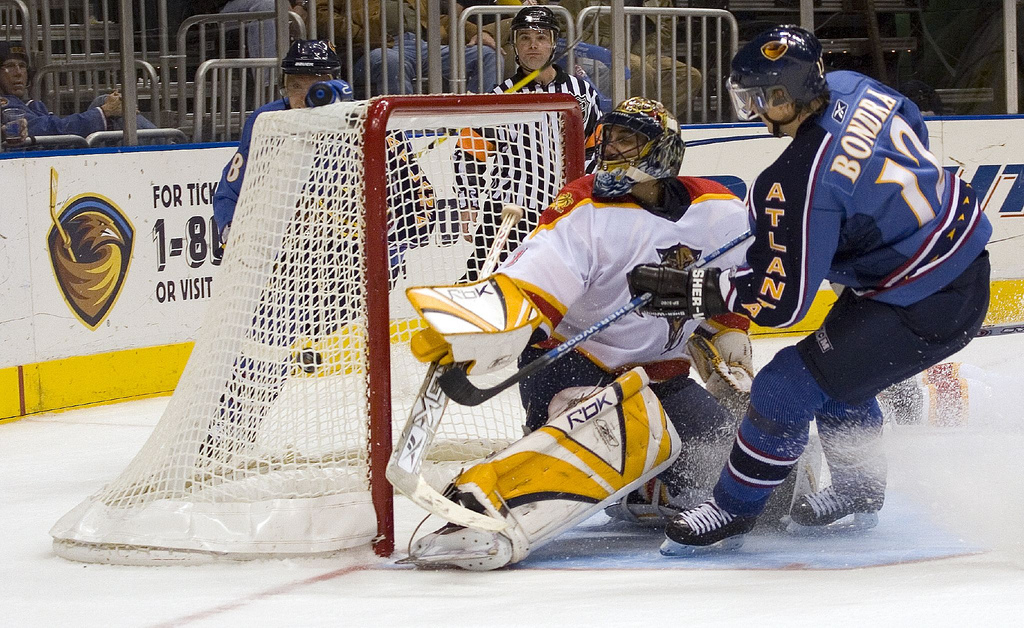
Peter Bondra marca un gol en el hockey sobre hielo.

Gol (del inglés goal; meta, objetivo) es la marcación de un tanto o punto, objetivo del juego en varios deportes. Se considera que el equipo o participante que marca más goles es quien gana el partido,mientras que los dos equipos quedan empates cuando o marcan la misma cantidad de goles o ninguno ha marcado un gol. Se considera un gol cuando la pelota entra completamente a la portería del equipo contrario.
La palabra es de origen inglés y significa «límite» u «obstáculo».
En España, y en un registro coloquial, «chicharro» es sinónimo de gol.

## Fútbol y sus modalidades

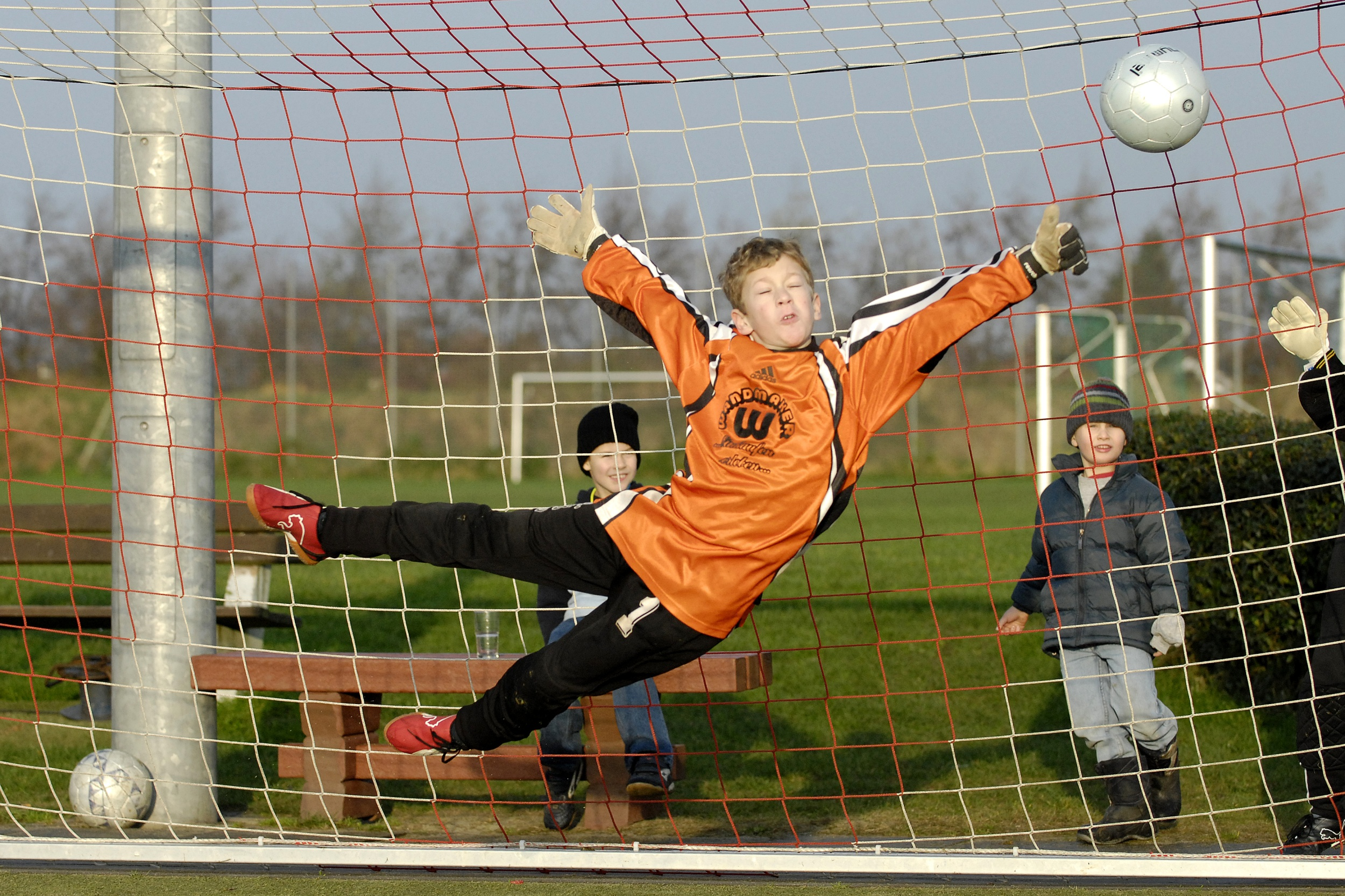
Un gol en un partido de fútbol infantil.

En el fútbol, un gol o tanto se marca después de que la pelota cruza completamente el plano formado por la línea de meta o línea de gol de una portería, pintada en el terreno de juego y delimitada por los tres postes que la forman, los dos laterales y el travesaño.
Un gol se anotará como un punto a favor del equipo correspondiente que hizo la anotación, solo si este es válido, quedando tal decisión final, aun siendo controvertida, a instancias de los colegiados (árbitros) del encuentro.[cita requerida]
Un gol puede ser convertido durante el desarrollo del juego bien en jugada o a balón parado por cualquier parte válida del cuerpo: cabeza, tronco, o extremidades, a excepción de los brazos y manos, que están considerados como infracción y se sancionará con falta favorable al equipo contrario (a excepción de los guardametas). Asimismo, podrá lograrse de cualquier manera combinada estipulada dentro del reglamento, siendo algunos de ellos de bella factura, como los logrados de vaselina, de chilena, de tijera, de volea, a botepronto, de centro directo o de portería a portería, por destacar algunos.[cita requerida]
Si el partido finaliza igualado en goles o sin goles, se considera empate. En algunos torneos y etapas definitorias no se admiten un resultado de empate, y se aplican varias técnicas de desempate, como tiempos adicionales, definiciones por penales y partidos de revancha.
La misma palabra gol es generalmente la misma que utilizan (cantada, gritada o simplemente anunciada) quienes presencian el partido para festejar los puntos logrados por un equipo. [cita requerida]
En los torneos, el equipo ganador suma 3 puntos, ninguno el perdedor, y un punto cada equipo en caso de empate (la única excepción a esto es el fútbol aficionado de Francia donde (exceptuando el Championnat National) el equipo ganador suma 4 puntos, un punto el perdedor, y dos puntos cada equipo en caso de empate). Antiguamente, el ganador recibía 2 puntos. Si en la tabla de posiciones de la competición hubiese una igualdad de puntos entre dos o más equipos, se aplicará primero la «diferencia de goles particular» entre los equipos implicados en los partidos disputados entre ambos equipos, y si esta también es empate se recurre a la «diferencia de goles general» de un equipo en cuestión conseguido frente a todos los equipos del torneo.[cita requerida]
Las distintas modalidades del balompié tales como el fútbol sala, fútbol 7 y fútbol playa poseen el mismo sistema de reglas y de puntuación.[cita requerida]

### Tipos particulares de anotación
- Tiro penal: cuando el tanto se logra desde el punto de los 11 metros debido a una infracción a favor del equipo atacante dentro del área contraria.[5]
- Autogol: cuando accidentalmente (o no) se mete un tanto en la portería de su propio equipo.
- Gol olímpico: cuando un jugador introduce disparando el balón en la portería directamente desde el saque de esquina.[6]
- Tiro libre directo: cuando el tanto se logra de lanzamiento directo de falta.[7]
- Lateral: cuando el tanto se logra luego de que un jugador lance la pelota con las manos y esta entre en el arco rival tras ser tocada por cualquier otro jugador.[8]
- De portería a portería: cuando quien anota el tanto es quien defiende la portería del equipo contrario.[9]

### Asistencia
Se considera asistencia al último pase recibido por un jugador antes de anotar un tanto. Es también conocida como pase de gol o pase para gol. Después del gol es considerada la acción más valiosa en las estadísticas de un partido, pese a que no concede ningún tipo de tanteo más que el puramente estadístico. De tal modo, en muchos torneos el máximo asistente de la competición es también reconocido, al igual que el máximo goleador.

## Balonmano y sus modalidades
En el balonmano al tanto se le conoce también por el nombre de gol. Posee las mismas características que en el fútbol, a diferencia de que los tantos solo son válidos cuando son conseguidos por las extremidades superiores, al contrario que en el balompié, de ahí la particularidad de sus nombres: fútbol, proveniente del vocablo inglés foot-ball («balón-pie») y balonmano, proveniente de la palabra hand-ball («balón-mano»). El gol en balonmano posee el mismo valor de un punto, y el vencedor será el que más tantos acumule al final del tiempo reglamentario.

## Polo y sus modalidades
El polo posee el mismo sistema de puntuaje, donde el equipo vencedor será el que consiga el mayor número de puntos (tras anotar un gol) al final del tiempo establecido. La particularidad de este deporte es que se juega montado a caballo y mediante un palo o stick. Este deporte posee múltiples variantes que modificarán las reglas de juego adaptándose a las características de cada uno, pero sin que el sistema de puntuación se vea afectado. Entre las distintas modalidades existen:
- Bikepolo: Se juega igual que el Polo, pero montado en bicicleta en vez de a caballo.

## Hockey y sus modalidades

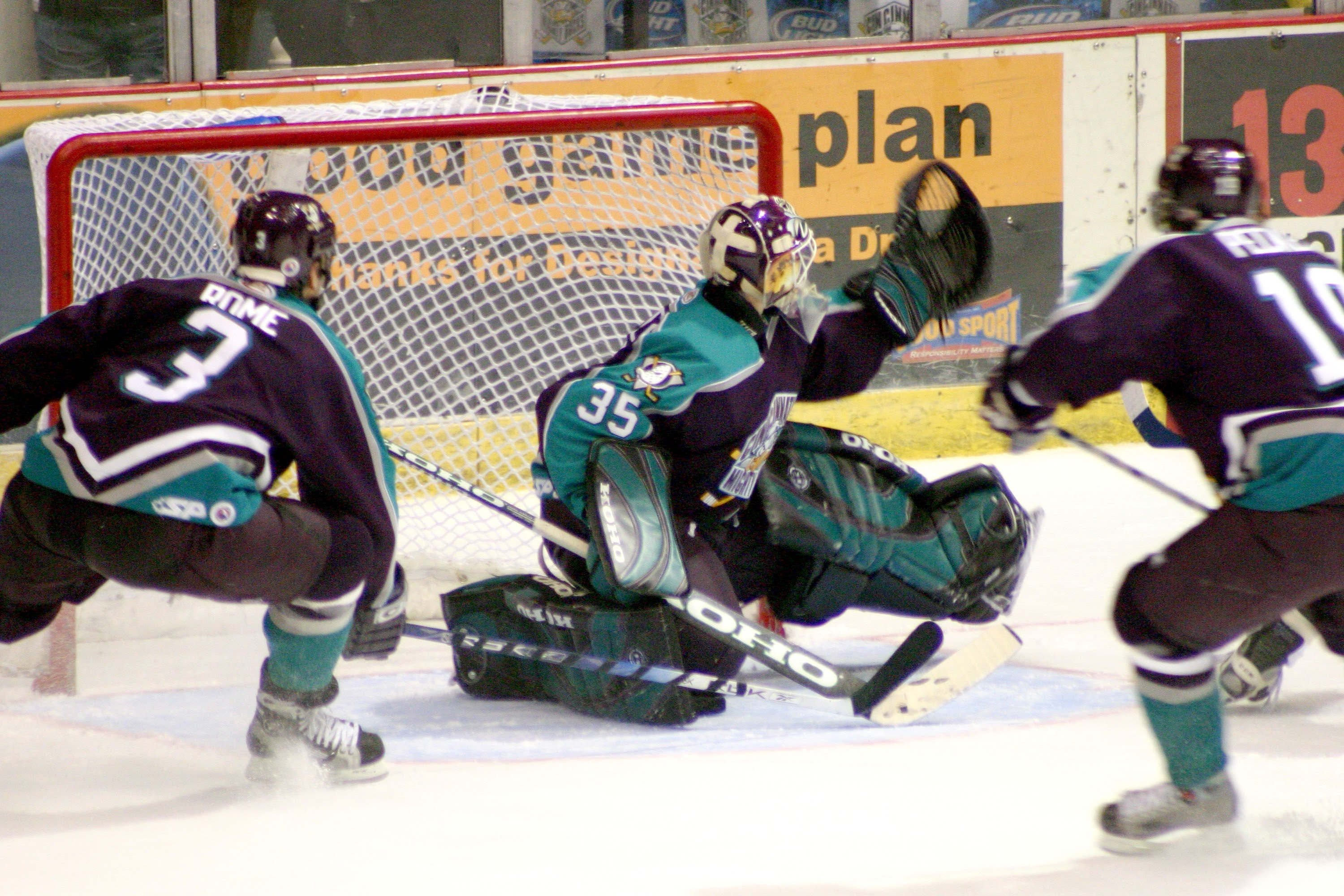
El hockey sobre hielo: El disco golpea la parte superior de la red para un gol cuando el portero no logra bloquear el tiro

Cuando un jugador inserta el disco dentro de la portería contraria y anota se llama Hole On.

## Otros deportes
Según los distintos deportes, los tantos marcados reciben diferentes nombres, aunque a veces no son la única manera de lograr puntos. Dentro de cada deporte puede haber asimismo distintos tipos de anotaciones, que otorgarán distinto número de puntos. Se da el caso en deportes como el tenis o el voleibol donde hay distintos niveles de puntuación, donde tras conseguir un determinado número de puntos, se consigue un "set", ganando el partido el que llegue a un determinado número de sets. Caso particular es el del golf, donde el sistema de puntuación va en función de conseguir un número menor de golpes respecto al número de golpes previamente establecido en cada hoyo del campo.

### Fútbol gaélico
- - Gol, vale 3 puntos.
  - Punto, vale 1 punto.

### Fútbol australiano (de Australia)
- - Gol, da 6 puntos.
  - Behind, da 1 punto.